# Esporte Clube Laranja Mecânica
O Esporte Clube Laranja Mecânica é um clube brasileiro de futebol, da cidade de Arapongas, no estado do Paraná. Foi fundado em 26 de julho de 2007. Suas cores são laranja, branco e verde.

## História
O clube foi fundado por um trio de empresários holandeses em 2007, daí sai a origem do nome do clube, que é em homenagem a Seleção Holandesa, onde na década 70 conseguiu chegar em duas finais de Copa do Mundo, com isso tendo o apelido de Laranja Mecânica, por conta de seu uniforme da cor alaranjada.
Após quase 15 anos de trabalhos nas categorias de base, o clube faz sua filiação junto à FPF em dezembro de 2020 e podendo assim disputar os campeonatos profissionais da federação no ano seguinte.
A primeira partida profissional da Laranja Mecânica foi contra o  Aruko, no dia 2 de outubro, jogando em Maringá, o clube foi derrotado pelo placar de 2 a 0.
Já a primeira vitória da equipe ocorreu na 2° rodada, contra Rolândia, jogando em Arapongas, o clube venceu a partida pelo placar mínimo de 1 a 0.
No ano de estréia no profissional sob o comando do técnico Rodrigo Casa Grande, coordenador técnico Rogério Cimini e coordenador de captação/supervisor Daniel Shindi Teshima, a equipe terminou o Campeonato Paranaense Profissional na terceira colocação.

## Participações

### Participações
|  | Participações em 2025 |

| Competição | Competição       | Temporadas | Melhor campanha    | Estreia | Última | P | R |
| Paraná     | Segunda Divisão  | 4          | 5º colocado (2024) | 2022    | 2025   | – | – |
| Paraná     | Terceira Divisão | 1          | 3º colocado (2021) | 2021    | 2021   | 1 |   |